# Emil Alengård
Emil Alengård, född 19 november 1987 i Linköping, är en isländsk-svensk professionell ishockeyspelare som spelar för Fjölnir i Icelandic Men's Hockey League.
Säsongen 2013-2014 gjorde han 42 poäng (15 mål + 27 assist) för Mjölby HC i Hockeyettan.